# Sealand
Sealand je najmanjša država na svetu s svojim potnim listom, denarjem, znamkami, zastavo in svojim nogometnim klubom. Država je velika 550 m². Njen lastnik je nekdanji britanski major Paddy Roy Bates, z družino pa se je tja preselil leta 1967, območje razglasil za neodvisno državo in se samooklical za kneza. Leta 1999 pa je svojo kneževino prepustil svojemu sinu knezu Michaelu.
Sealand je mikrodržava locirana na HM Fort Roughs, nekdanji Maunsell Fort iz 2. svetovne vojne v severnem morju 10 km od obale Suffolka Anglija. Je ena najbolj prepoznavnih mikronacij na svetu, trenutno pa je nobena članica združenih narodov ni priznala za uradno in suvereno državo.

## Slike
- Pozicija Sealanda glede na teritorialne vode
- Panorama Sealanda